# Calum Davenport
Calum Raymond Paul Davenport (*Bedford, Inglaterra, 1 de enero de 1983), futbolista inglés. Juega de defensa y su primer equipo fue Coventry City.
La madrugada del 21 de agosto de 2009, Calum fue apuñalado, en su casa, por el novio de su hermana, siendo también apuñalada su madre. Calum tuvo que someterse a una operación en ambas piernas tras la agresión producida en su domicilio. Las heridas que sufre el zaguero han sido calificadas como "graves".

## Selección nacional
Ha sido internacional con la Selección de fútbol de Inglaterra Sub-21, ha jugado 8 partidos internacionales.

## Clubes
| Club              | País                  | Año       |
| ----------------- | --------------------- | --------- |
| Coventry City     | Bandera de Inglaterra | 2001-2004 |
| Tottenham Hotspur | Bandera de Inglaterra | 2004-2005 |
| Southampton FC    | Bandera de Inglaterra | 2005      |
| Norwich City      | Bandera de Inglaterra | 2005      |
| Tottenham Hotspur | Bandera de Inglaterra | 2005-2007 |
| West Ham United   | Bandera de Inglaterra | 2007-     |